# مخزن سد راودویا
مخزن سد راودویا (استونیایی: Raudoja Reservoir) یک مخزن سد روی رود راودویا است که در دهستان آنیا، شهرستان هاریو، استونی قرار دارد. این دریاچه که بخشی از سیستم تأمین آب تالین محسوب می‌شود ۸٫۲ هکتار مساحت و ۲۰۰ متر مکعب حجم ذخیره شده دارد.

## نگارخانه

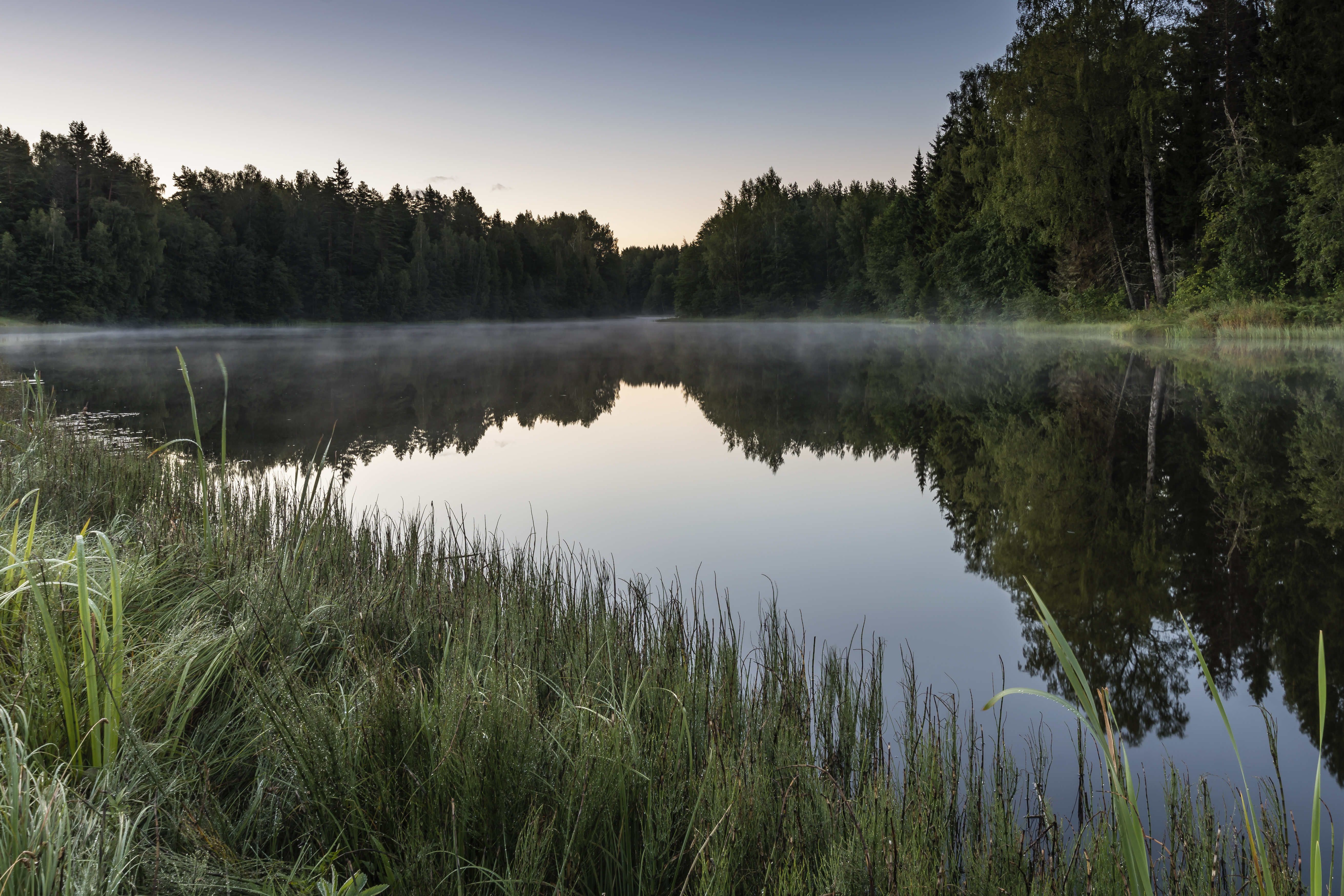
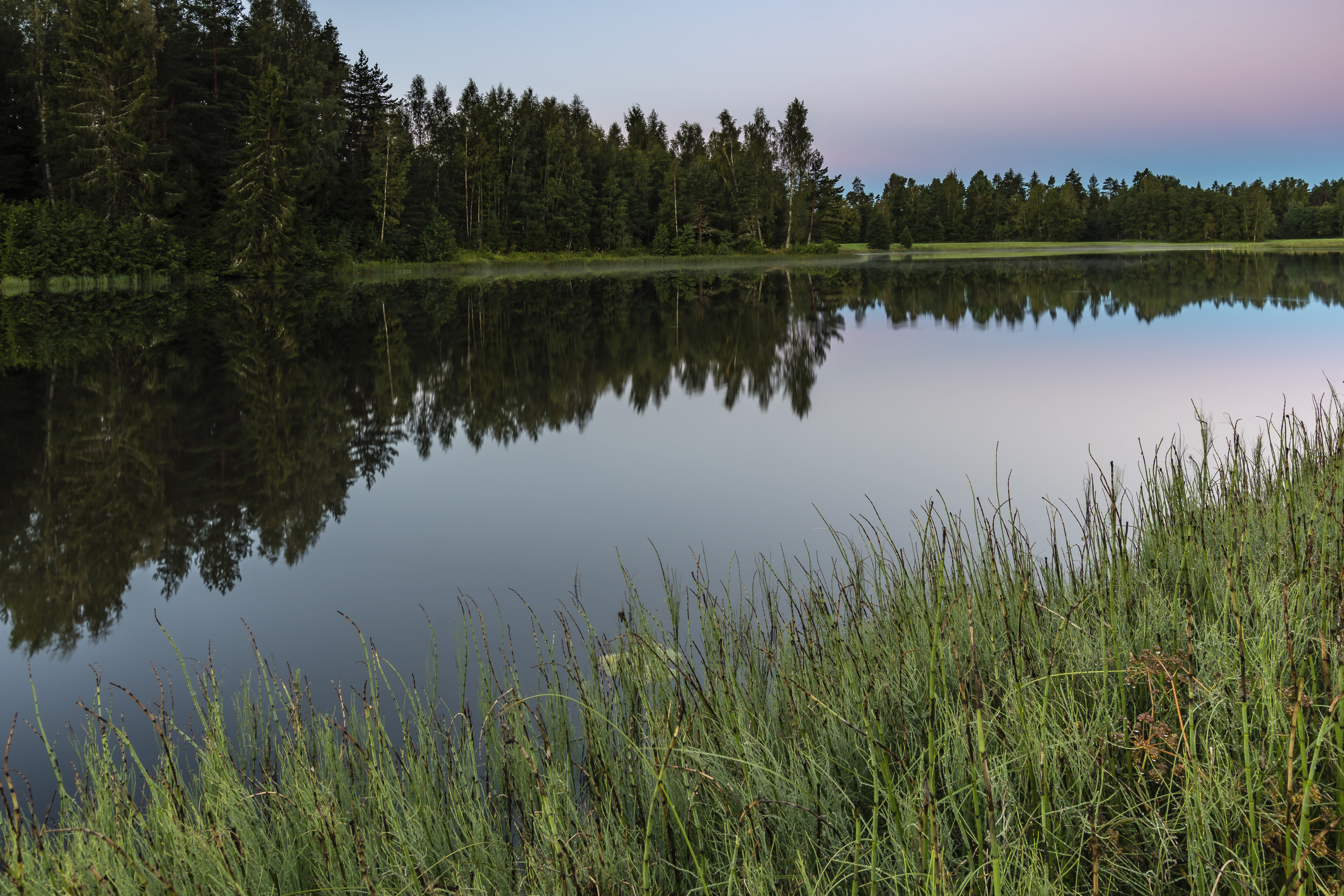
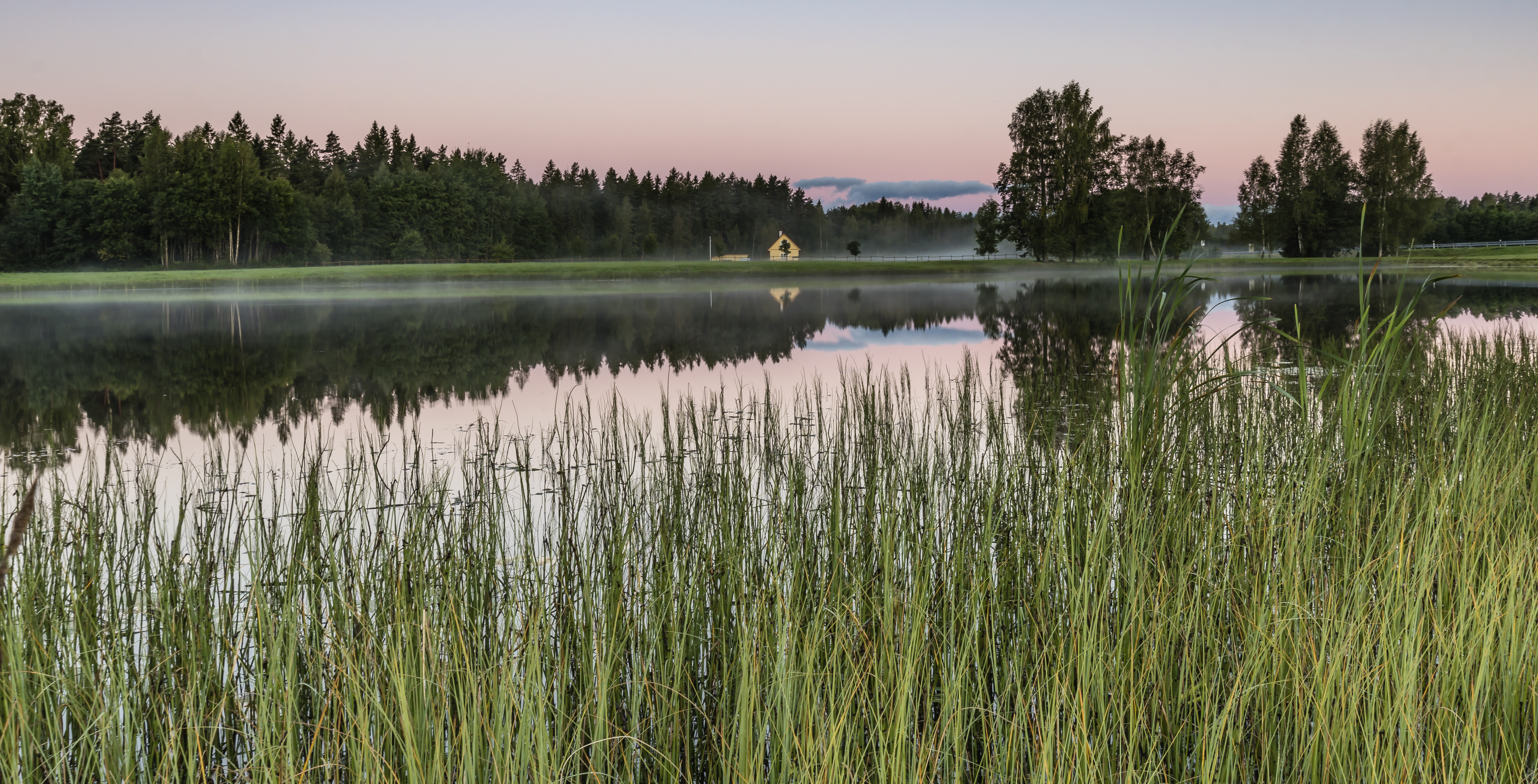